# Melanempis fulva
Melanempis fulva är en biart som beskrevs av Brooks och Gregory B. Pauly 2001. Melanempis fulva ingår i släktet Melanempis och familjen långtungebin. Inga underarter finns listade i Catalogue of Life.